# Kozja stena
Koźla ściana (bułg. Козя стена) – schronisko turystyczne w Starej Płaninie w Bułgarii. 

## Opis i położenie
Znajduje się w miejscu o nazwie Hajduk czeszma (Hajducka fontanna) w Trojanskiej płaninie, części środkowej Starej Płaniny, na 1560 m n.p.m. Wybudowane w 1940, a później przebudowane. Jest to murowany trzypiętrowy budynek o pojemności 100 miejsc z węzłami sanitarnymi i łazienkami na piętrach. Budynek ma dostęp do wody bieżącej, prąd jest na agregat (tylko wieczorem), a ogrzewanie na piec. Dysponuje kuchnią turystyczną i jadalnią. Schronisko jest na trasie europejskiego długodystansowego szlaku pieszego E3 ( Kom - Emine).
Sąsiednie obiekty turystyczne:
- szczyt Kozja stena (1670 m n.p.m.) – 1,30 godz.
- schronisko Echo – 2 godz.
- schron Akademik – 2,30 godz.
- schronisko Hajduszka pesen (Hajducka Pieśń) – 3 godz.
- schron Orłowo gnezdo (Orle Gniazdo) – 3,30 godz.
- schronisko Dermenka – 4,40 godz.
- schronisko Weżen

Szlaki są znakowane.
Punkty wyjściowe:
- Rozino – 4,30 godz.
- Christo Danowo – 4 godz. (9 km asfaltem)
- Przełęcz Trojańska (Beklemeto) – 2 godz.

Szlaki są znakowane.